# Adlington (Lancashire)
Adlington è un paese di 8 780 abitanti del Lancashire, in Inghilterra.